# Ascalapha odorata
Ascalapha odorata är en fjärilsart som beskrevs av Carl von Linné 1758. Ascalapha odorata ingår i släktet Ascalapha och familjen nattflyn. Inga underarter finns listade i Catalogue of Life.

## Bildgalleri

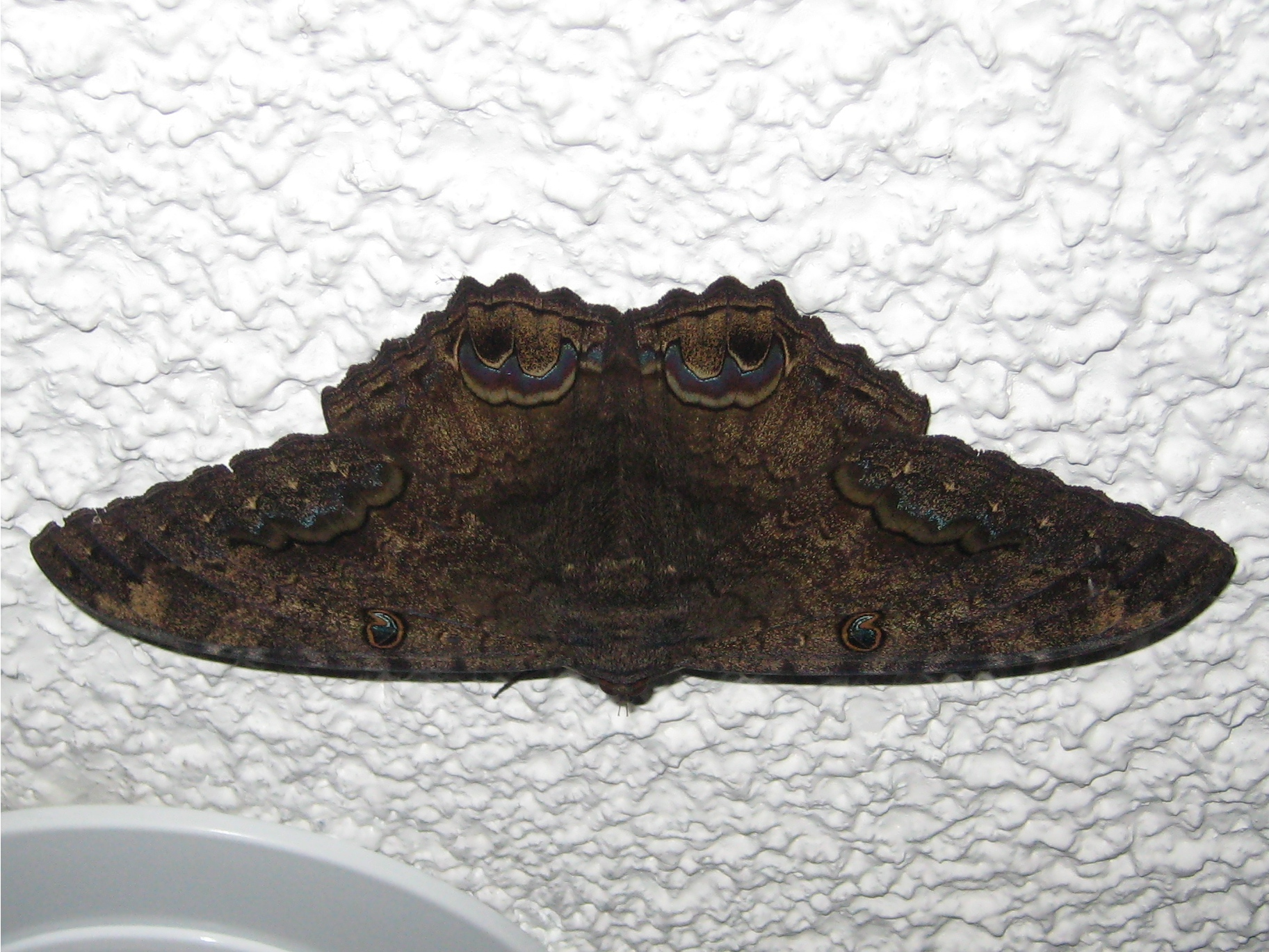